# Harpagoxenus

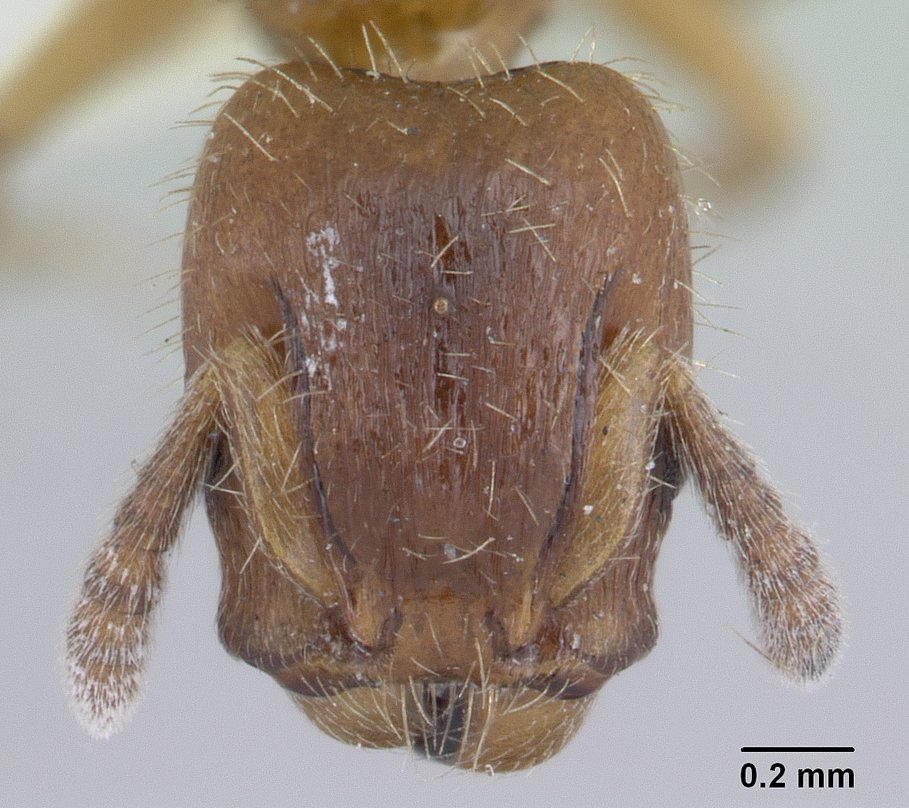
Голова муравья

Harpagoxenus (лат.) — род мелких муравьёв-рабовладельцев Formicidae.

## Распространение
Голарктика. В Европе 1 вид.

## Описание
Мелкие муравьи-рабовладельцы (около 3-5 мм). Используют в качестве рабов виды рода Leptothorax. Усики самок и рабочих 11-члениковые, у самцов состоят из 12 сегментов. Нижнечелюстные щупики 5-члениковые, нижнегубные щупики состоят из 3 сегментов. На заднегрудке имеются проподеальные шипики. Тело коренастое, слабо блестящее. Стебелёк между грудкой и брюшком состоит из двух члеников: петиолюса и постпетиолюса (последний чётко отделён от брюшка); оба членика с шипиками на нижней стороне. Жало развито, куколки голые (без кокона). Муравейники в земле и древесных остатках.

## Классификация
3 вида. Род относится к трибе Crematogastrini (Myrmicinae).
- Harpagoxenus canadensis Smith, M. R., 1939[5][6]
- Harpagoxenus sublaevis (Nylander, 1849) typus (=Myrmica sublaevis Nylander, 1849)[7]
- Harpagoxenus zaisanicus Pisarski, 1963[8]